# أملج (نبات)
الأَمْلَج (الاسم العلمي: Phyllanthus) هو جنس من النباتات يتبع الفصيلة الأملجية من رتبة الملبيغيات.